# Pavlová
Pavlová, dříve Páld (maďarsky Garampáld) je obec na Slovensku v okrese Nové Zámky. Žije zde 213 obyvatel.

## Poloha
Obec leží na ve východní části Podunajské nížiny na jihozápadním úpatí Ipeľské pahorkatiny na levém břehu vodního kanálu Perec. Západní část území je tvořena močálovými nivami mezi Hronem a Perecem. Nadmořská výška území se pohybuje v rozmezí 115 až 268 m, střed obce je ve výšce 136 m n. m. Pahorkatina ve východní části území je odlesněná a je tvořena neogenními mořskými uloženinami pokrytými vrstvou spraše.
Obec sousedí na severu a západě s obcí Bíňa, na severovýchodě s obcí Sikenička, na východě s obcí Salka a na jihu s obcí Kamenín.

## Historie
První písemná zmínka o obci pochází roku 1135, kde je uváděná jako Pauli později Sanctus Pauli. Další písemná zmínka je z roku 1228. Do roku 1948 obec nesla název Pald. Od konce 13. do 19. století byla v majetku ostřihomské kapituly. Obec byla zničena Turky. V roce 1715 bylo v obci 18 domácností a v roce 1720 už 27. V roce 1828 zde žilo 302 obyvatel v 49 domech. V období 1938–1945 byla připojena k Maďarsku. V letech 1976–1990 byla Pavlová součástí obce Sikenička.
Hlavní obživou bylo zemědělství.

## Kostely
V obci je římskokatolický secesní filiální kostel svatého Vavřince z roku 1810.
Kostel náleží pod římskokatolickou farnost svatého Martina v Sikeničke, děkanátu Štúrovo, diecéze nitranské.
Naproti kostelu stojí památník obětem první a druhé světové války.

## Lidový kroj
V obcích Kamenín, Bíňa, Kamenný Most, Bruty, Pavlová a Sikenička ženy nosí kroj tzv. kurtaszoknya (krátká sukně) a charakteristické červené boty. Sukně byly skládané, široké (o svátcích i deset sukní), košile s volánky a stužkou na rukávu. Muži nosili boty a kalhoty se šněrováním. V létě košile z jemného plátna, nabírané kalhoty a klobouček. Kroje těchto obcí se liší v maličkostech.